# 华为路由AX3
华为AX3是华为的系列家用路由器，包含2020年推出的华为路由AX3、AX3 Pro以及2025年推出的AX3 Pro WiFi 7升級版。其中，AX3 Pro售價329元。

## 规格
AX3系列采用华为海思凌霄芯片，其中AX3搭载双核1.2GHz处理器，AX3 Pro升级为四核1.4GHz处理器。理论最高无线速率分别为2976Mbps、3000Mbps和3570Mbps，兼容160MHz频宽与OFDMA技术。AX3 Pro拥有黑色和白色两种配色。

## 特性
AX3被认为是华为物联网生态中的重要一环，均支持华为Mesh+组网技术，多个AX3可一鍵組網，组网后多路由自动统一成一个Wi-Fi名。2.4GHz频段支持4并发，5GHz支持16个并发，接入设备总数可达128个。AX3 Pro机身一角有NFC区域，手机可碰一碰联网。

## 反响
AX3 Pro获得了太平洋电脑网2020年的“年度卓越奖”。